# Operación Wikinger
La operación Wikinger (alemán: Vikingo) era una incursión de destructores alemanes de la 1.ª Flota de Destructores de la Kriegsmarine en el Mar del Norte en febrero de 1940, durante la Segunda Guerra Mundial. Durante la operación, pobre en comunicaciones entre la Kriegsmarine y la Luftwaffe, y la inexperiencia, resultó en la pérdida de dos barcos alemanes por culpa del fuego aliado y minas alemanas o británicas. Ninguna fuerza Aliada estuvo implicada.

## Antecedentes
En febrero de 1940, la Kriegsmarine detectó actividades sospechosas en los barcos pesqueros británicos alrededor del banco Dogger. Durante los vuelos de reconocimiento de la Luftwaffe, se informó sobre la presencia de submarinos, así que se decidió interceptar los barcos británicos con los seis destructores de la 1.ª Flota de Destructores: Friedrich Eckoldt (líder de la flota), Richard Beitzen, Erich Koellner, Theodor Riedel, Max Schultz y Leberecht Maass, escoltado por cazas de la Luftwaffe.
Al mismo tiempo, el X Cuerpo Aéreo de la Luftwaffe planeó ejecutar una operación antibuques sobre el Mar del norte, utilizando dos escuadrones de bombarderos Heinkel 111.
A la Kriegsmarine se le había negado su propia fuerza aérea ("Marineflieger") y era dependiente de la Luftwaffe para el apoyo aéreo. El intercambio de información tuvo que atravesar una larga cadena de mando, y se vio extraviada en el camino.

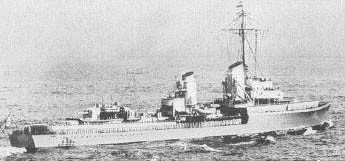
Z 1 Leberecht Maass

La incursión empezó a las 19:00 horas del 19 de febrero de 1940. La flota avanzó rápidamente a través de un canal libre de minas defensivas alemanas, sin la escolta aérea que se había solicitado. Las condiciones del mar y el clima eran favorables pero deseaban atravesar el campo de minas rápidamente.
La flota fue rebasada dos veces por un bombardero alemán, el cual no estaba seguro de cual era el estado de los barcos. Realizó señales que no fueron reconocidas y, como resultado, fue tomado como un avión de reconocimiento británico y fue atacado por los barcos. Como respuesta, la tripulación del bombardero devolvió el fuego. Ahora ambas partes estaban convencidas de la hostilidad de la otra.
El avión alemán atacó. En el primer bombardeo, una de las tres bombas golpeó a Leberecht Maass . Mientras que al resto de la flota se le ordenó continuar en formación, Friedrich Eckoldt fue en ayuda del navío alcanzado. El Heinkel hizo una segunda pasada y dos bombas más alcanzaron al Leberecht Maass, que se partió en dos en una gran explosión. El bombardero regresó a su base. 
Inmediatamente después de las explosiones, el resto de la flota intentó rescatar a la tripulación. Justo después de las 20:00, el Max Schultz explotó y se hundió, probablemente al ser alcanzado por una mina marina. Lo que siguió fue confusión. Hubo muchos informes erróneos de ataque aéreo, submarinos detectados y torpedos; las naves se lanzaron de un lado a otro. El Theodor Riedel arrojó cargas de profundidad sobre un supuesto submarino y las explosiones bloquearon temporalmente su timón. 
Después de 30 minutos de acción, el comandante de la flotilla ordenó a las cuatro naves sobrevivientes que regresaran a casa. No había supervivientes del Max Schultz y solo 60 de Leberecht Maass : en total, 578 marineros alemanes murieron.

## Secuelas
La visión inicial del comando naval en Wilhelmshaven - Marinegruppe West - fue que la flotilla se había topado con un campo de minas alemán. Se descartó la presencia de submarinos enemigos. A las 23:00, el comando naval recibió un informe del X Cuerpo Aéreo que un barco había sido atacado y destruido en el área general de los hundimientos, al mismo tiempo. Informes posteriores parecieron confirmar el ataque de "fuego amigo". 
Ni los destructores ni los escuadrones de la Luftwaffe habían sido informados de la presencia del otro, aunque la información había sido transmitida a las comandancias relevantes. Cuando los riesgos se hicieron evidentes, ya era demasiado tarde para avisar a las tripulaciones aéreas. 
La investigación oficial alemana mostró que hubo una comunicación inadecuada entre la Luftwaffe y la Kriegsmarine . Ninguno de los oficiales responsables fue llamado a rendir cuentas. 